# Jimmy Pies Cuadrados
En el folclore de la Isla de Man, Jimmy Pies Cuadrados es un legendario monstruo bípedo con cabeza de cerdo, que vive en las costas de la isla. En general, solo se decica a vagabundear de forma pacífica . Sus pies están envueltos en grandes bandas de percal y esto le da la apariencia de ser cuadradados Se cree que fue una vez fue montado por uno de los Foawr, una raza de gigantes lanzadores de piedras.
Jimmy Pies Cuadrados es también el nombre del Monster in My Pocket # 80.